# Carlo Azeglio Ciampi
Carlo Azeglio Ciampi (Liorna, Itàlia, 1920 - Roma, Itàlia, 2016) fou un polític i banquer italià, que va desenvolupar els càrrecs de Primer Ministre entre el 1993 i el 1994 i el de President d'Itàlia entre els anys 1999 i 2006.

## Biografia
Va néixer el 9 de setembre de 1920 a la ciutat de Livorno, població situada a la regió italiana de la Toscana. Va estudiar literatura italiana a la Scuola Normale Superiore de Pisa, on es graduà l'any 1941. Mobilitzat durant la Segona Guerra Mundial a Albània, el 8 de setembre de 1943, el dia en què es feu efectiu l'armistici amb Itàlia per part dels Aliats refusà mantenir-se a la República Social Italiana feixista, per la qual cosa es refugià a Abruzzo. Posteriorment entrà a formar part de la resistència italiana.
A l'acabar la guerra estudià dret a la Universitat de Pisa, on es graduà el 1946. El mateix any començà a treballar al Banc d'Itàlia, passant el 1960 a treballar en l'administració central del Banc i el 1973 n'esdevingué secretari general, vicedirector general el 1976 i director general el 1978. L'octubre de 1979 fou nomenat Governador d'aquest banc i president del Ufficio Itàliano Cambi, càrrecs que ocupà fins al 1993.

## Primer Ministre
Després de la caiguda del govern de Giuliano Amato Ciampi fou cridat per part del President Oscar Luigi Scalfaro per esdevenir Primer Ministre d'Itàlia en un govern denominat "tècnic" i de transició. Amb la seva presa de possessió el 18 d'abril de 1993 Ciampi es convertí en el primer President del Consell en no ser parlamentari a la història de la República Italiana.
El seu govern finalitzà el 10 de maig de 1994, però posteriorment ocupà el càrrec de ministre del Tresor, de 1996 fins a maig de 1999, durant els governs de Romano Prodi i Massimo D'Alema, moment en el qual es produí la integració d'Itàlia en l'Euro.

## President d'Itàlia
La seva candidatura fou avalada per les intenses negociacions del Primer Ministre D'�lemany, que obté, durant les negociacions, 
l'aprovació de l'oposició centredreta. Considerat com la figura fonamental per a l'entrada a l'euro i com un dels ministres més populars del govern gaudí també de l'ajuda del món econòmic i financer així com l'estima dels líders de la Unió Europea.
Fou nomenat President de la República Itàliana pel Parlament el 13 de maig de 1999, càrrec que desenvolupà fins al 18 de maig de 2006, moment en el qual fou succeït per Giorgio Napolitano, moment en el qual Ciampi fou nomenat senador vitalici.
El 5 de maig de 2005 va rebre el Premi Internacional Carlemany a la ciutat d'Aquisgrà, atorgat l'any següent en aquesta ciutat alemanya.
Va morir a Roma el 16 de setembre de 2016.